# Gunnel Broström
Gunnel Ester Margareta Broström (født 25. oktober 1921 i Stockholm, død 28. juni 2012) var en svensk skuespillerinde og instruktør, der medvirkede i over 60 film og tv-serier mellem 1942 og 1989. Blandt hendes filmroller kan nævnes Ved vejs ende (1957), Kristoffers hus (1979) og Min elskede - Amorosa (1986).
Broström ligger begravet på Bromma kyrkogård i Stockholms län.

## Udvalgt filmografi
- Rid i nat! (1942, ukrediteret)
- To i en storby (1944)
- Klokkerne i den gamle by (1946)
- Forbrydelse i sol (1947)
- Foreign Intrigue (tv-serie, 1952-1955)
- Ved vejs ende (1957)
- Niklasons (tv-serie, 1965)
- Jeg er stadig nysgerrig (1968)
- Kristoffers hus (1979)
- Charlotte Löwensköld (1979)
- Min elskede - Amorosa (1986)